# Ordre Zeraïm
 (mai 2020).
Si vous disposez d'ouvrages ou d'articles de référence ou si vous connaissez des sites web de qualité traitant du thème abordé ici, merci de compléter l'article en donnant les références utiles à sa vérifiabilité et en les liant à la section « Notes et références ».
L’ordre Zeraïm (hébreu: סדר זרעים Seder Zeraïm, « ordre des semences ») est le premier des six ordres de la Mishna, comprend 11 traités et a pour objet les lois sur l'agriculture.

## Objet de l'ordreZeraïm
L'ordre Zeraïm regroupe les directives d'application des prescriptions bibliques concernant les lois agricoles et résulte de la compilation des traditions orales des différents docteurs de la Loi ayant exercé avant la clôture de la Mishna, en 200 EC.
L'agriculture est l'occupation traditionnelle de la majorité des Judéens vivant en terre d'Israël. Outre les taxes sur la récolte au profit des descendants de la tribu de Lévi (y compris les cohanim), dont les lois sont également traitées dans l'ordre Kodashim, de nombreuses règles leur ont été données afin d'assurer une justice sociale, en laissant la glanure des champs aux pauvres, en prélevant une dîme à leur bénéfice, etc.

## Traités de l’ordreZeraïm
L’ordre Zeraïm comporte onze traités dont l'ordre dressé par Moïse Maïmonide est le suivant :
1. Berakhot (ברכות « bénédictions ») traite des lois sur les bénédictions et prières et comprend neuf chapitres.
Bien que ce traité s'approfondisse principalement sur la lecture du shema et la prière dite des dix-huit bénédictions, il est inclus dans l'ordre Zeraïm du fait des bénédictions prononcées sur les produits de la terre et des prières pour l'abondance.
C'est, paradoxalement, du fait qu'il traite des lois de la prière en général qu'il est le seul traité de l'ordre Zeraïm à posséder sa Guemara (développement talmudique de la Mishna) dans le Talmud de Babylone. Le Talmud de Jérusalem élabore quant à lui sur chacun des traités de l'ordre Zeraïm, au vu de l'importance de l'agriculture en terre d'Israël.
2. Péa (פאה, Coin) traite des détails de la prescription biblique de laisser le coin de son champ aux indigents (Lévitique 19:9–10, 23:22; Deutéronome 24:19–22), et s'étend sur les droits des pauvres en général. 8 chapitres.
3. Demaï (דמאי, Produit douteux) traite principalement des cas où il n'est pas certain que la part réservée aux cohanim ait été prélevée. 7 chapitres.
4. Kilayim (כלאים, Hybrides) traite de la législation sur les mélanges interdits en agriculture, mais aussi en textile et accouplement entre espèces animales (Lévitique 19:19; Deutéronome 22:9–11). 9 chapitres.
5. Chevi'it (שביעית, Septième année) concerne les régulations agricoles et fiscales à mettre en vigueur lors des années sabbatiques (Exode 23:11, Lévitique 25:1–8, Deutéronome 15:1–11). 10 chapitres.
6. Teroumot (תרומות, Contributions) traite des lois afférentes à la terouma, la donation revenant aux cohanim (Nombres 18:8–20, Deutéronome 18:4). 11 chapitres.
7. Maasserot (מעשרות, Dîmes) ou Ma'asser Rishon  (מעשר ראשון, Première Dîme) traite des lois concernant la dîme revenant aux Lévites (Nombres 18:21–24). 5 chapitres
8. Maasser sheni (מעשר שני, Seconde dîme) traite des lois relatives à la dîme qui devait être consommée à Jérusalem (Deutéronome 14:22–26). 5 chapitres
9. Halla (חלה, portion de miche) traite des lois régulant l'offrande des prémices de la pâte aux cohanim (Nombres 15:18–21). 4 chapitres
10. Orla (ערלה, Prépuce des arbres) porte principalement sur la prohibition de l'usage immédiat des fruits d'un arbre après qu'il a été planté (Lévitique 19:23–25). 3 chapitres.
11. Bikkourim (ביכורים, Premiers Fruits) traite des offrandes des premiers fruits aux cohanim et au Temple (Exode 23:19; Deutéronome 26:1). 3 / 4 chapitres[1].